# M/S Hammershus
M/S Hammershus är en dansk kombinerad gods- och passagerarfärja (Ro-pax) i trafik på Bornholm.
M/S Hammershus levererades i augusti 2018 av varvet Rauma Marine Constructions i Raumo i Finland till Molslinjen för att drivas under ruttnamnet “Bornholmslinjen” i trafik på rutterna Rønne–Køge och Rønne–Sassnitz från september 2018.